# سيسنا سايتايشن II
سيسنا سايتايشن II  (بالإنجليزية: Cessna Citation II)‏ هي طائرة أعمال، وهي النموذج الأول 550 من سلسلة سايتايشن جيت المطورة من طرف شركة سيسنا. وهي أيضاً التحديث الجديد لطائرة سيسنا سايتايشن I، وقد تم تطوير نسخ آخرى منها سايتايشن II/SP و سايتايشن S/II و سايتايشن برافو. وقد تم أيضاً تطوير نسخة خاصة بالبحرية الأمريكية أطلق عليها اسم T-47A.

## التطوير والتحديث

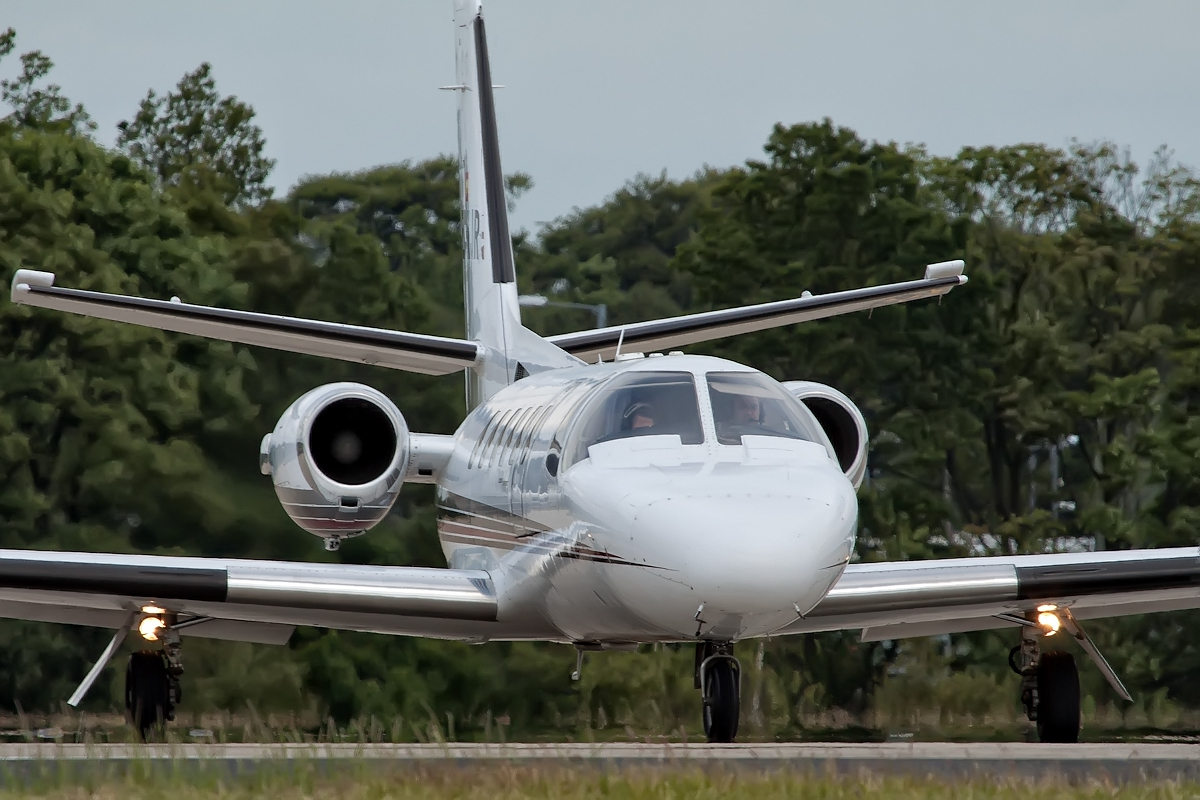
EC-KJR Cessna 551 Citation

### سايتايشن II
هي تحديث لنسخة سيسنا سايتايشن I، حلقت لأول مرة في سنة 1977، وتم صناعة 603 نسخة منها.

### سايتايشن II/SP
أهم تحديث الذي جاءت به هذه النسخة، هو حصولها على رخصة لإمكانية طيرانها بواسطة طيار واحد.

### T-47
هي النسخة المطورة من سيسنا سايتايشن II والمخصصة للبحرية الأمريكية، حيث إشترت هذه الأخيرة 15 نسخة منها لتدريب طياريها.

### سايتايشن S/II
قامت هذه النسخة بأول رحلة في سنة 1984، وهي أيضاً نسخة مطورة من سيسنا سايتايشن II، تتسع لإحدى عشر راكب، وتم صناعة 160 طائرة منها.

### سايتايشن برافو
في سنة 1994، كانت شركة سيسنا تقوم بإنتاج نسخ سايتايشن II و سايتايشن S/II لمدة عشر سنوات، وقررت الشركة أنه حان الوقت لإضافة بعض التكنولوجيا الحديثة لطائراتها، فقررت إنتاج طائرة جديدة أسمتها سايتايشن برافو، حلقت هذه الطائرة لأول مرة في سنة 1995، وقد خصلت على ترخيص الطيران لاحقاً في سنة 1996، وبقيت في الإنتاج إلى غاية سنة 2006. وقد تمت صناعة 337 نسخة منها.